# Uz (Hautes-Pyrénées)
Uz település Franciaországban, Hautes-Pyrénées megyében. Lakosainak száma 38 fő (2022. január 1.). Uz Saint-Savin, Cauterets, Pierrefitte-Nestalas és Soulom községekkel határos.

## Népesség
A település népessége az elmúlt években az alábbi módon változott:
| Lakosok száma | 11   | 12   | 13   | 34   | 36   | 34   | 33   | 31   | 33   | 38   |
|               | 1968 | 1982 | 1990 | 2008 | 2013 | 2016 | 2017 | 2019 | 2020 | 2022 |